# الخلوة (كحلان الشرف)

تعديل مصدري - تعديل

الخلوة هي إحدى قرى عزلة بنى المهدى بمديرية كحلان الشرف التابعة لمحافظة حجة، بلغ تعداد سكانها 289 نسمة حسب تعداد اليمن لعام 2004.